# Longano
Longano är en ort och kommun i provinsen Isernia i regionen Molise i Italien. Kommunen hade 675 invånare (2018).